# TMF Nederland
TMF (The Music Factory; in 1995 TMF6 en van 1995 tot 2002 TMF9 geheten) was een Nederlandstalige televisiezender die sinds 1995 voornamelijk videoclips van popmuziek, muziekprogramma's en programma's voor jongeren uitzond. Eerst vanuit een studio in Bussum en sinds 2007 vanuit Amsterdam. Vanaf april 2011 was de zender niet meer via de kabel te bekijken, maar alleen nog maar digitaal. Op 1 september 2011 kwam vervolgens ook daar een einde aan TMF, waarmee het doek definitief viel voor de zender.

## Geschiedenis
TMF werd op 1 mei 1995 gelanceerd door Lex Harding (toenmalig directeur van Radio 538), producer Herman Braakman, regisseur Ewart van der Horst en het multimediabedrijf Arcade. Nederland kende op dat moment geen eigen muziekstation. In de meeste gemeentes kon alleen het Engelstalige MTV Europe worden ontvangen. In het begin had TMF een beperkt bereik in Nederland, maar dit nam snel toe.
De eerste clip die werd uitgezonden op TMF was Too Much Love Will Kill You van Brian May.
In de eerste maanden van 1995 ging de zender als TMF6 door het leven. TMF deelde aanvankelijk op veel kabelnetten een kanaal met TV10 Gold. Beide bedrijven behoorden tot Wegener Arcade. TMF zond in het begin acht uur per dag nieuwe programma's uit, van 16.00 uur tot 24.00 uur. Gedurende de overige uren werden de programma's herhaald. TMF6 begon op 1 mei 1995 met uitzenden. TMF6 zond uit in de middaguren tot 6 uur ’s avonds; na deze tijd werd de programmering verzorgd door TV10 Gold. Omdat TV10 Gold bedroevend lage kijkcijfers behaalde, ontwikkelde Wegener Arcade in het najaar van 1995 een plan om de zender om te vormen in TV10. Op die manier moest het ‘herhaalkanaal’ TV10 van haar ‘oubollige’ imago af zien te komen. Tegelijkertijd zou TMF6 mogen gaan uitzenden op een eigen, nieuw kanaal.
In het najaar van 1995 gingen zowel SBS6 als Veronica van start. Beide kanalen claimden ook kanaal 6. Er laaide een hevige strijd tussen de twee zenders op, die uiteindelijk (onofficieel) door SBS6 werd gewonnen. Vanwege de verwachting dat SBS6 en Veronica met dure reclamecampagnes zouden komen, draaide TMF in augustus dat jaar het cijfer 6 al om, zodat de zender TMF9 is gaan heten.
Na de overname door MTV in 2002 is het cijfer 9 uit het logo verdwenen en heette het station officieel voortaan gewoon TMF. Op 2 augustus 2005 kwam de 9 weer terug in het TMF logo, maar bleef de zender officieel nog steeds TMF heten. De 9 is waarschijnlijk een tegenactie op Discovery Channel, die in Nederland een dag eerder actie was gestart om de zender op 9 zetten/krijgen. Ook TV Gelderland riep haar kijkers op de zender onder keuzetoets 9 te programmeren. Later werd de zender drastisch gewijzigd met een nieuwe stijl logo's, reclamefilmpjes en programma's. Hierbij verdween de 9 weer.
In het begin waren de kijkcijfers van TMF nog erg laag, maar binnen een paar jaar waren de cijfers hoger dan die van concurrent MTV. Uiteindelijk leidde het succes van TMF in Nederland ertoe dat ook in België, het Verenigd Koninkrijk en Australië een TMF-zender werd gestart. Van deze zenders was de Belgische de enige TMF-zender die nog uitzond, deze is op 1 november 2015 ook opgedoekt en werd vervangen door Comedy Central.
Vanwege het grote succes dat TMF gekregen had nam in 2002 MTV Networks de aandelen van TMF over. TMF was vanaf dat moment een interactief muziekstation (sms-spelletjes tijdens videoclips) met minimale presentatie; vrijwel alle vj's en programma's van TMF zijn overgegaan naar de (nieuwe) Nederlandstalige MTV. In 2003 en 2004 werd een beleidswijziging ingesteld, waardoor een aantal programma's die in 2002 naar MTV waren overgegaan, weer terugkwamen op TMF, waaronder Mental Theo on the Road, gepresenteerd door Mental Theo, en de Top 40, gepresenteerd door Jeroen Nieuwenhuize. Beide programma's zijn echter weer van de buis gehaald omdat TMF een jonger en hipper karakter wilde krijgen.
In april 2007 werden er bij TMF nog meer veranderingen doorgevoerd. Zo kwamen er nieuwe programma’s en werd er in maart 2007 een nieuwe website online gezet. Vanaf juni 2007 werd het aantal vj's verdubbeld en op 16 juli 2007 is er een (ver)nieuw(d)e site de lucht in gegaan. Ook waren alle sms-spelletjes verdwenen. Maar de zender zond nog wel gewoon clips uit onder dezelfde naam. Met al deze veranderingen heeft TMF uiteindelijk een nieuwe huisstijl weten te ontwikkelen. Speciaal voor deze gelegenheid kwamen op 7 maart 2008 Fabienne de Vries, Sylvana Simons, Jeroen Post en Renate Verbaan eenmalig terug bij TMF.
Na 2008 nam het succes van TMF snel af. Het ging steeds verder bergafwaarts met TMF, waardoor van 1 januari tot en met 3 april 2011 de zender alleen nog maar te zien was van 6.00 tot 15.00 uur. Op de overige tijden was Comedy Central te zien (voorheen zond Comedy Central uit op het kanaal van Nickelodeon). Als gevolg daarvan verhuisden sommige vj's naar MTV. Op 4 april nam Kindernet de plaats in van TMF.
Vanaf 15.00 uur 's middags op 3 april 2011 tot 1 september later dat jaar was TMF alleen nog te zien op internet, maar wel weer 24 uur per dag. Op 1 september werd het kanaal (inclusief alle digitale kanalen en het internetkanaal) definitief opgeheven.
Van 1996 tot 2011 organiseerde TMF ook TMF Awards. Het evenement bleef dus overeind rond 2002, het jaar waarin de meeste vj's naar MTV verhuisd waren. Met het in 2011 opheffen van TMF Nederland zijn de TMF Awards echter vervangen door de Dutch MTV Awards. Ook in België zijn er sinds 2010 geen TMF Awards meer.
De verdwijning van het kanaal werd zonder moeite afgedaan door het publiek , intussen zijn er al vele andere muziekkanalen met name in het digitale pakket.

## Vj's door de jaren heen
Presentatoren of vj's van het eerste uur waren Sylvana Simons, Bridget Maasland, Isabelle Brinkman, Fabienne de Vries, Ruud de Wild, Michael Pilarczyk, Wessel van Diepen en Erik de Zwart. De vier genoemde dames hadden nog een bescheiden hitje in het voorjaar van 1997 als de groep The Magnificent Four. Later werden zij onder meer vervangen en aangevuld door Tooske Breugem, Daphne Bunskoek, Mental Theo, Jeroen Post, Sonja Silva en Renée Vervoorn. In 2002 verhuisden veel vj's met hun programma’s naar MTV. Alleen de vj's Jeroen Post en Renée Vervoorn bleven bij TMF. Het aantal vj’s moest minimaal blijven. Niet veel later vertrok Renée Vervoorn ook. Later werd het team weer versterkt door Mental Theo. Sylvie Meis kwam van MTV naar TMF en ook Jeroen Nieuwenhuize kwam terug naar TMF. Met een grote verkiezing “Vote the VJ” tijdens de TMF Awards 2004 werd Renate Verbaan verkozen tot nieuwe vj. Sylvie Meis verliet het vj-team en niet veel later kwam Miljuschka Witzenhausen het team versterken. Tijdens de TMF Awards 2005 verlieten Jeroen Post en Mental Theo het vj-team. Valerio Zeno kwam het vj-team versterken. Tijdens de TMF Awards 2006 vertrok Renate Verbaan ook al bij TMF en werd vervangen door Nikkie Plessen. Vanaf juni 2007 was er geen sprake meer van een minimale presentatie. Op 30 oktober 2007 presenteerde Miljuschka haar laatste aflevering op TMF. Zij was sinds 1 januari 2008 vervangen door Sascha Visser. Op 18 maart 2010 maakte Saar Koningsberger in het TMF-programma Kijk dit nou!, bekend dat ze TMF moest verlaten in verband met de flexwet. Op 24 april 2010 presenteerde ze haar laatste Kijk dit nou!. Per 1 december 2010 verliet ook Sascha Visser TMF.

## (Voormalige) TMF-programma's
- The Dj's

Het programma van TMF waar eind jaren 90 alle destijds bekende dj's uit de scene hun opwachting maakten.
- Toute Fabienne

Dagelijks middagmagazine met Fabienne de Vries als presentatrice. Naast het uitzenden van veel videoclips werden faxen van kijkers voorgelezen.
- Totally Tooske

Opvolger van Toute Fabienne, met als presentatrice Tooske Ragas.
- D-Day

Opvolger van Totally Tooske, met Daphne Bunskoek als presentatrice.
- Cyberchoice

Uitgezonden in de late avond, nachtelijke- en ochtend-uren was dit een programma waarbij kijkers door middel van een telefonisch soort stemsysteem de volgende videoclip konden bepalen. De videoclips kregen hiervoor codes om het stemmen te vergemakkelijken. Daardoor vonden meerdere mensen het op het regionale stemsysteem van muziekzender 'The Box' lijken, een muziekzender die al sinds 1995 van dat principe gebruik maakte.
Dit programma werd rond 1999 op maandag, vrijdag, zaterdag en zondag uitgezonden van 01.00 uur 's nachts tot 6 uur 's ochtends.
Op dinsdag en woensdag begon het programma al om middernacht. Op donderdag begon Cyberchoice om half 1 's nachts.
- Weekend Special

In dit programma werd aandacht besteed aan 1 artiest of groep die vaak al de hele week speciaal in de belangstelling stond op de zender. De uitzendingen waren van 20.00 tot 22.00 uur op zondag, maar bij (bijvoorbeeld) lange concertregistraties liep dit programma uit.
- NL Made in Holland

In dit programma stond allerlei werk van Nederlandse bodem centraal.
- Clip Classics

Top 10 programma met oude hits gepresenteerd door Bridget Maasland. Later ging dit programma verder zonder presentatrice en was het een uur lang oude hits.
- Wet & Wild

Een hardrock- en heavy-metalprogramma dat van 1995 tot 1998 gepresenteerd werd door Ruud de Wild. De Wild stopte na aanhoudende kritiek van kijkers op de beperkte variatie en aanbod in het programma. In zijn laatste uitzending bedankte hij die kijkers voor alle fijne, lieve brieven die hem steunden in zijn besluit. Na zijn vertrek ging het programma nog enige tijd door zonder presentator. Frank Helmink (Buma Cultuur) trad kort na het begin van het programma aan als eindredacteur van Wet & Wild, omdat hij gefundeerde kritiek leverde op het programma, waarin hij beschreef hoe hij het programma voor zich zag.
- SonjaSilva.com

Opvolger van D-Day, met Sonja Silva als presentatrice.
- Dag Top 5

Dagelijkse Hitlijst samengesteld door kijkers van TMF. Het programma begon met een nieuwe videoclip genaamd de Hot or Not. Tijdens het programma kon gebeld en gefaxt worden om voor of tegen de clip te stemmen, die afhankelijk van een meerderheid aan voorstemmers aan het eind van het programma herhaald werd. De rest van het programma werd gevuld met gesprekjes met kijkers die vervolgens hun favoriete clip mochten aankondigen. Het programma werd dagelijks door een andere vj gepresenteerd tussen 19.00 en 20.00. De Dag Top 5 is later terug op TMF geweest, maar dan in seizoen 2 van Reaction geïntegreerd. Gepresenteerd door vj Miljuschka. Tijdens TMF haar laatste tijd in het basis-tv-pakket kwam de Dag Top 5 nog eenmaal terug. Tussen 14:30 en 15:00 op maandag tot donderdag en vanaf 14:00 tot 15:00 uur op vrijdag, in deze nieuwe versie konden mensen stemmen via Twitter met #dt5. TMF België zendt dit programma nog steeds uit.
- Clipparade Top 30

Top 30 van meest aangevraagde videoclips. Oorspronkelijk gepresenteerd door Fabienne de Vries. Later overgenomen door Tooske Breugem.
- Hakkeehhh!!

Een wekelijks programma waarin Hardcore house centraal stond. Er werden videoclips vertoond en er waren beelden van feesten. Dit werd door verschillende presentatoren gepresenteerd. De reden dat hierin wisselingen waren kwam omdat het grootste deel van de beelden rechtstreeks aangeleverd werd door de organisatoren van die houseparty's zoals ID&T, Tomorrow Entertainment, XSV, ISP, Shadowlands, etc.
- Hitzone

Een wekelijks programma waarin nieuwe videoclips en clips uit buitenlandse hitlijsten werden uitgezonden. Naar aanleiding van dit programma werd de verzamel-cd reeks Hitzone opgezet.
- Nederlandse Top 40

Gepresenteerd door Erik de Zwart, later door Jeroen Nieuwenhuize.
- The Pitch

Een programma specifiek gericht op hiphop. Glaze presenteerde dit programma samen met René (bekend van 2 Brothers on the 4th Floor)tussen 1996 en 1998. Zowel bekende nationale als internationale rappers kwamen langs in dit programma (onder andere Warren G, Notorious B.I.G. en Postmen). Murth the Man-o-Script heeft dit programma ook nog gepresenteerd tussen 1999-2000.
- Play

Van oorsprong live after-school programma gepresenteerd door Jeroen Post en Renée Vervoorn. Toen Renée Vervoorn vertrok flopte de show. Later ging het dankzij Renate Verbaan weer iets beter, maar nog niet zoals het moest zijn. Toen Jeroen Post vertrok werd de show omgegooid, het was niet meer live, en er waren 2 vrouwelijke vj's. Mensen misten echter het live-gevoel, en de show verdween van de buis.
- Babetrap

In dit interactieve programma ging Sylvie Meis kriskras door Nederland en bezoekt zij diverse locaties waar jongeren te vinden zijn.
- TMF F.R.S.H.

In 2005 was de eerste talentenjacht van TMF, F.R.S.H.
In 6 voorrondes werden 12 mensen geselecteerd, waarvan slechts 2 naar de finale konden. Daarvoor werd een internetstemronde ingesteld en een halve finale waar de laatste 5 naartoe gingen. In de finale nam Nederland het op tegen België, en won Judith uit Nederland met haar stand-up-act. Het werd gepresenteerd door Miljuschka.
- Wakker worden met Valerio

Programma waarin vj Valerio Zeno elke dag, 2 maanden lang op zoek ging naar een andere slaapplek, en de kijker kon zijn eigen slaapplek aanbieden, en moest daarbij een tegenprestatie bedenken. (Seizoen 1: april 2006 tot en met juni 2006, seizoen 2: september 2006)
- Re:Action

Live after-school programma als opvolger van Play. In eerste instantie gepresenteerd door Renate Verbaan vanuit de etalage van de H&M in Amsterdam. Later samen met Miljuschka Witzenhausen vanuit de studio. Later gepresenteerd door o.a. Saar Koningsberger, Damien Hope, Nikkie Plessen en Sascha Visser. Onderwerpen uit het dagelijks leven komen aan bod, zoals drugs, roken, alcohol, etc. Daarbij wordt dan ook een stelling bedacht waar de kijker op kan stemmen.
- TMF Gamezone presents: Cybernet

Programma waarin alles op het gebied van games werd behandeld. De show werd op 20 mei 1998 geïntroduceerd en aan elkaar gepraat door een voice-over van Jeroen Nieuwenhuize of Tooske Breugem. Na de fusie van TMF en MTV in mei 2002 werd het ingekort tot een blokje Gamefacts.
- Gamekings

Gamesprogramma van TMF. Hierin worden de nieuwste games besproken en evenementen bezocht. Wordt gepresenteerd door Skate The Great en andere gamejournalisten.
- TMF Op Weg

Programma waarin vj Miljuschka door heel Nederland toert op weg naar concerten van verschillende festivals, zoals Pink- en Paaspop.
- TMF Jump

Programma waarin iedere week nieuwe jumpstyle 'moves' getoond worden, ook interactief, omdat de kijker zelf zijn of haar eigen jumpfilmpje kan insturen.
- TMF Clubcam

Een liveshow vanuit verschillende disco's, waarin de kijker via sms en 0900 nummer bepaalt vanuit welke disco er uitgezonden wordt en welke muziek er gedraaid wordt.
- Scoots en Helmets

Programma dat elke donderdag wordt uitgezonden met allemaal informatie over de nieuwste trends van de scooter. Het programma wordt gepresenteerd door het duo Valerio Zeno en Nikkie Plessen.
- De Dagrand

Een liveshow laat in de avond met iedere dag een ander onderwerp en een andere vj. Lijkt veel op het vernieuwde Re:Action, maar dan gaan de onderwerpen veel verder en zijn er andere vj's. Inmiddels van de buis gehaald.
- Wakker Worden op Vakantie

Een vervolg op "Wakker Worden met Valerio", maar dan niet bij mensen thuis. 2 vj's gaan allebei apart op een andere badplaats bij mensen slapen die daar op vakantie zijn. Verder is het concept precies hetzelfde en moeten ze dus ook een tegenprestatie doen. Die tegenprestatie wordt bedacht door TMF en de mensen bij wie de vj slaapt doen mee. Wakker Worden op Vakantie wordt in 2007 gepresenteerd door vj Saar (vanuit Chersonissos) en vj Damien (vanuit Lloret de Mar). In 2008 wordt het wederom gepresenteerd. Vj Saar (Chersonissos) moet het opnemen tegen rapper Willy van The Opposites die in Lloret de Mar verblijft.
- TMF Superchart

Een wekelijkse chartshow die vanaf maart wordt uitgezonden, en waarin niet alleen de verkochte singles en airplay maar ook (gratis) gedownloade nummers worden meegewogen.
- Valerio duikt onder

Vanaf 7 maart duikt Valerio onder bij verschillende subculturen, zoals Marokkanen, kermisklanten, gothics, line-dancers en travestieten. Valerio past zijn kleding, uiterlijk en manier van doen compleet aan, aan de groep met wie hij die dag optrekt.
- TMF Pure

Show gepresenteerd door vj Damien Hope. Hij brengt de nieuwste urbanpopvideo's
- TMF Rock top 10

Programma waarin de nieuwste Rock video's voorbij komen.
- TMF NL

Show waarin de nieuwste video's van Nederlandse artiesten voorbij komen met Presentatie van vj Soumia.
- TMF Dance

Programma waarin vj Koningsbergen dancehits toont.
- TMF In De Mix

Wekelijkse videomixshow van dj/vj Stephanie Cassandra waarin de nieuwste videoclips en beelden geschoten tijdens de gelijknamige horeca-tour elkaar afwisselen. De tour van het programma volgde in 2009 TMF On Tour op.
- Your chart

Opvolger van Dag Top 5. Programma waarin de kijker bepaalt welke video's er uitgezonden worden. De stemmen die zijn uitgebracht in de Your chart tellen mee in de Superchart op zaterdag. Dit programma is vergelijkbaar met de interactive chart.
- Op de bank met Sascha

Programma waarin met vj Sascha een date kan worden gewonnen.
- Kamerdansen.nl

Programma waarin je met vj Nikkie een avond stappen met je beste vriendinnen kan winnen. Je moet je beste dansmoves laten zien voor de webcam.
- Wakker Worden met Sascha

Programma waarmee je met vj Sascha op de raarste plekken wakker kan worden.
- Paperboygang

Programma waarin krantenbezorgers Cosmo, Pux en Laurens een opdracht krijgen om in hun 23 uur vrije tijd te vervullen.
- Kijk dit nou!

Dagelijks live after-school programma gepresenteerd door verschillende vj's. Actuele onderwerpen en nieuwtjes komen aan bod, waarbij ook een stelling bedacht wordt waar de kijker op kan stemmen via de Kijk Dit Nou website. Op 17 december 2010 werd de laatste aflevering van Kijk dit nou! uitgezonden.
- Wat te doen voor je Poen

In dit programma ging vj Saar van Koningsbergen elke week een andere baan uitproberen, Toen Saar stopte met TMF, nam Sascha dit over.
- Het leukste dorp van Nederland

Dit programma presenteerde Saar van Koningsbergen samen met Willem (Willy) de Bruin. In dit programma streden 10 dorpen om de titel "Het leukste dorp van Nederland".

## Toekomst
Op 30 april 2020 maakt Erik de Zwart bekend te werken aan een terugkeer van TMF. Hij wil een online platform maken van de voormalig muziekzender.